# Haus Schwärzetal
Das Haus Schwärzetal ist ein Kulturhaus mit Saal in Eberswalde.
In dem Kulturhaus finden die wichtigsten Veranstaltungen der Stadt statt. Mit der Landesgartenschau 2002 entstand ein weiterer Saal in Eberswalde (die sogenannte Blumenhalle), der allerdings als ehemalige Industriehalle eine schlechte Akustik hat. Deshalb finden traditionelle Veranstaltungen wie die Eberswalder Faschingstage im Haus Schwärzetal statt. Die Faschingstage als wichtigstes jährliches Kulturereignis in Eberswalde sind untrennbar miteinander verbunden, da das gesamte Kulturhaus zum Jahresanfang umgebaut wird und die Kulissen nicht in andere Räumlichkeiten passen.
Das Haus hieß nie offiziell „Schuppen“, nur die Kneipe an der Straßenseite hatte kurz diesen Namen. Der Begriff 'Schuppen' ist Sprachgebrauch in der Stadt.
Bisherige Namen:
- 1864: Arnold's Gartenetablissement
- 1867: Viktoriagarten
- 1892: Restauration des Herrn Fritz Grundmann (Grundmann's Restaurant und Garten, siehe unten)
- 1906: Harmonie
- 1950: Volkshaus
- 1957: Klubhaus der Jugend
- 1964: Kreiskulturhaus
- 1984: Kulturhaus Schwärzetal
- 1995: Haus Schwärzetal

| 1864 | eröffnete der Berliner Gastwirt Friedrich Arnold an der Stelle des heutigen 'Haus Schwärzetal' das 1. Saalunternehmen der Stadt Eberswalde: „Arnold's Gartenetablissement“. |
| 1867 | hat ein neuer Besitzer das Lokal in „Viktoriagarten“ umbenannt; nach der Gemahlin des deutschen Thronfolgers Friedrich Wilhelm von Preußen, Victoria Adelaide Mary Louise, der englischen 'Princess Royal', geboren am 21. November 1840 im Londoner Buckingham Palace. Ihr ältester Sohn war der letzte deutsche Kaiser, Wilhelm II.. |
| 1870 | Militärlazarett |
| 1873 | erhielt die angrenzende heutige August-Bebel-Straße ebenfalls den Namen Victoriastraße. Damals waren beide Schreibweisen der Victoria gebräuchlich, mit 'c' und mit 'k'. |
| 1885 | fand hier die Obst- und Gartenbauausstellung statt. Das Gelände erstreckte sich beiderseits der Schwärze in Richtung Kurhaus Gesundbrunnen |
| 1892 | wurde das Restaurant umbenannt in: „Restauration des Herrn Fritz Grundmann“ |
| 1897 | wurde die Victoriastraße mit der Brunnenstraße durch die Errichtung einer Brücke über die Schwärze verbunden. |
| 1906 | erwarb Julius Mewes, dem auch das Restaurant „am Wasserfall“ im heutigen Tierpark gehörte, das Haus und ließ den Saal vergrößern. Das Haus bekam den Namen Harmonie und sein heutiges Aussehen. |
| 1916 | „Königliches Vereinslazarett der Harmonie, Station III“ |
| 1945 | wurde im Januar hier zum 3. Mal in der Geschichte ein Feldlazarett eingerichtet. |
| 1948 | begannen die Sanierungsarbeiten, um dem Gebäude seinen ursprünglichen Charakter wieder zu geben. |

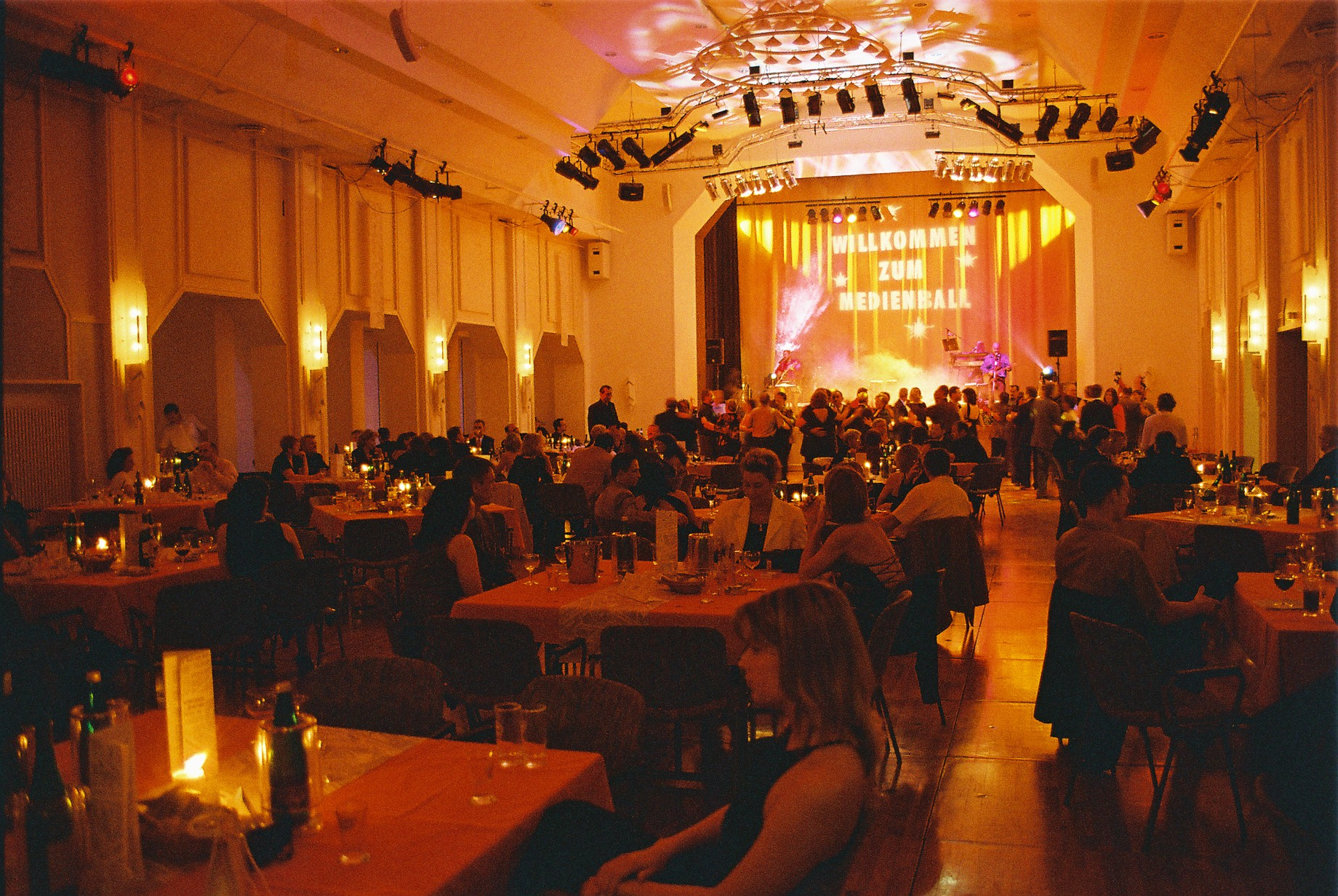
Medienball 2003 im Schuppen

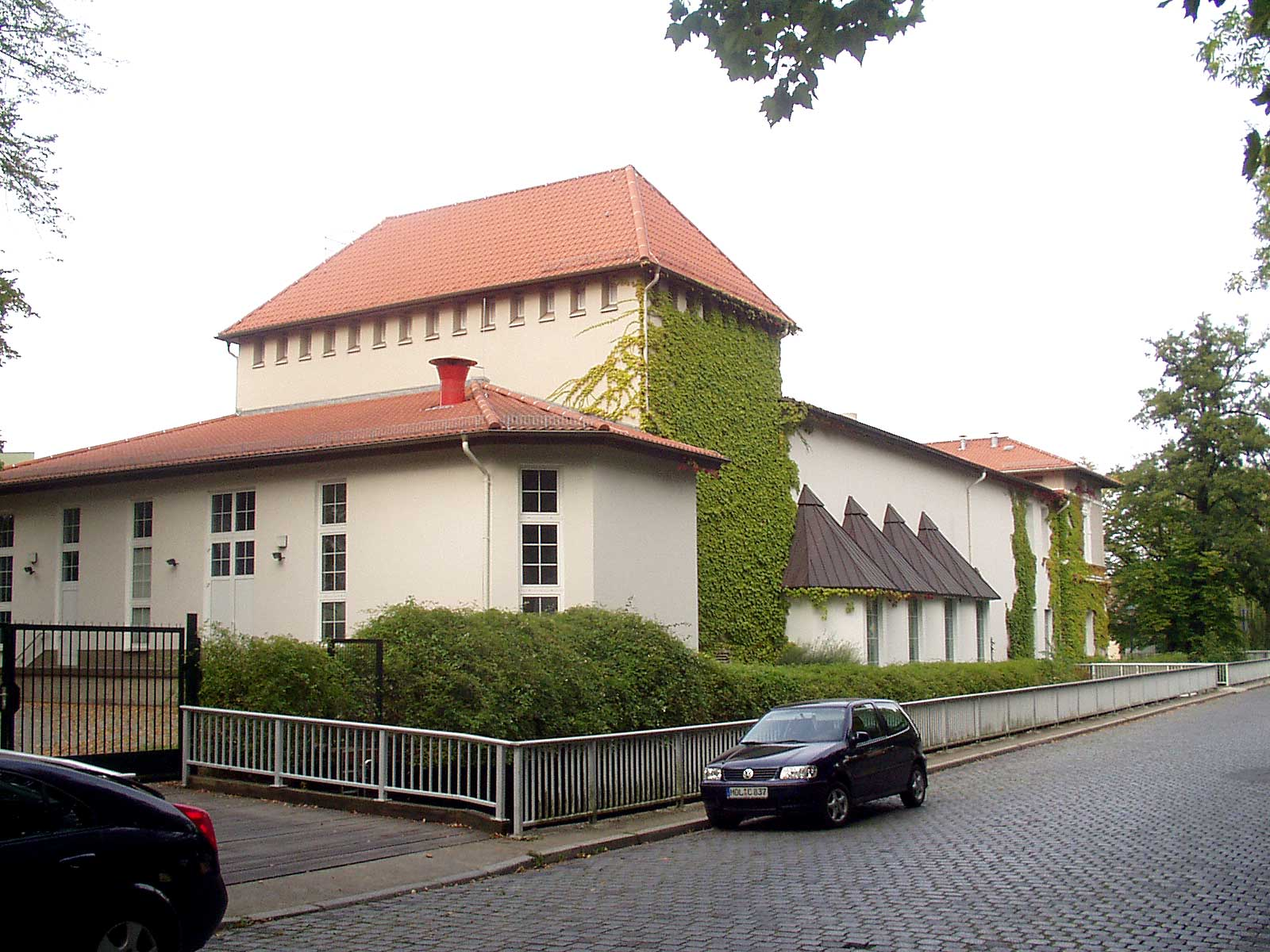
Außenansicht des Schuppens

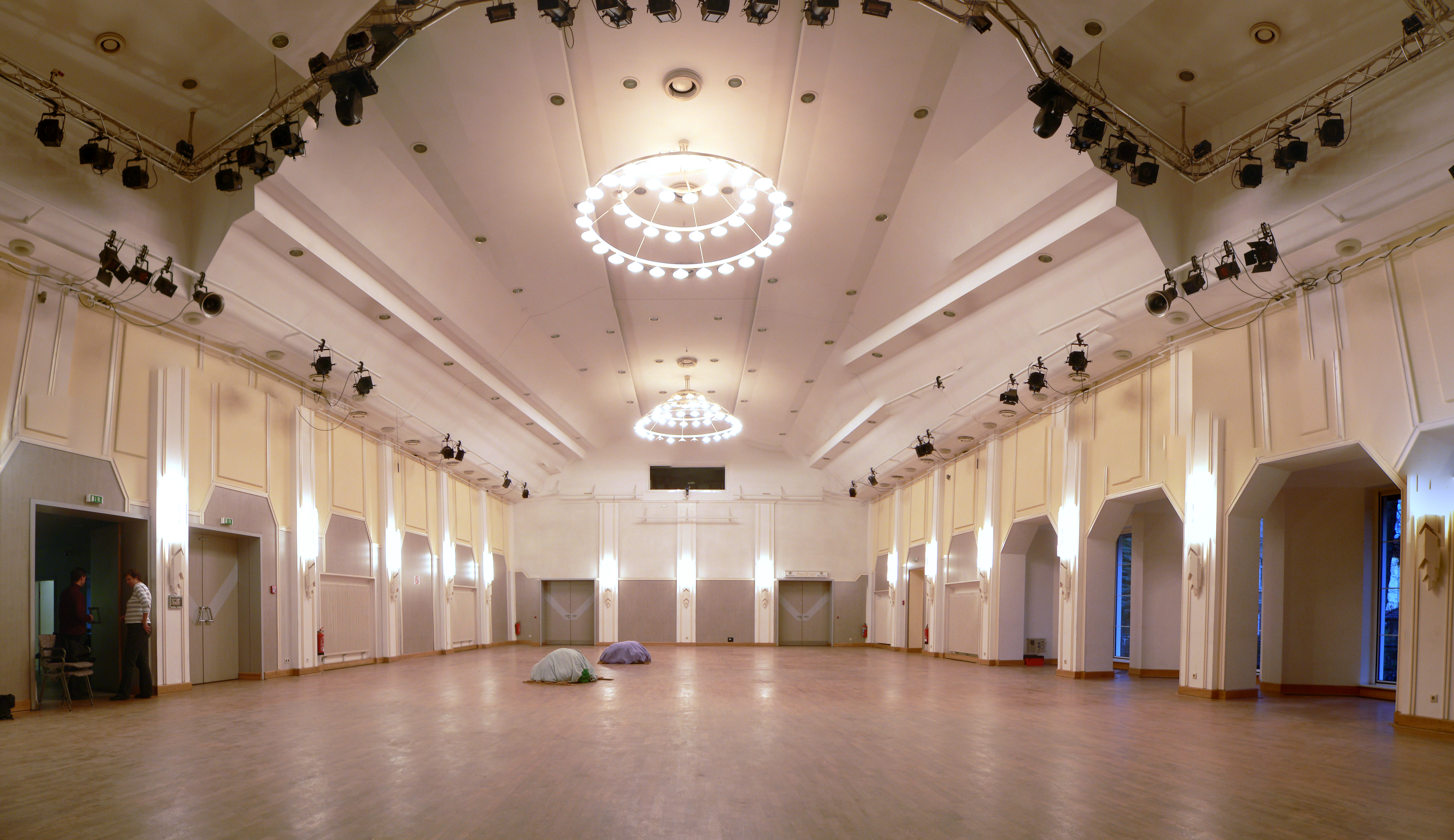
Innenansicht Saal

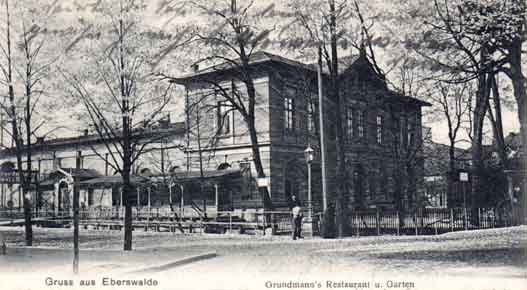
Restauration des Herrn Fritz Grundmann

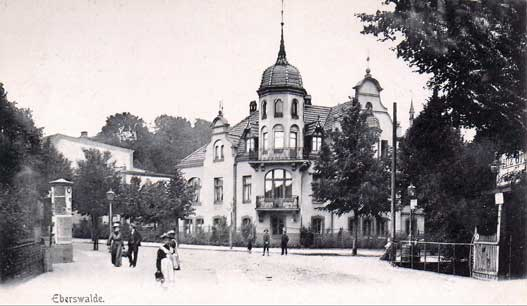
Weinbergstraße

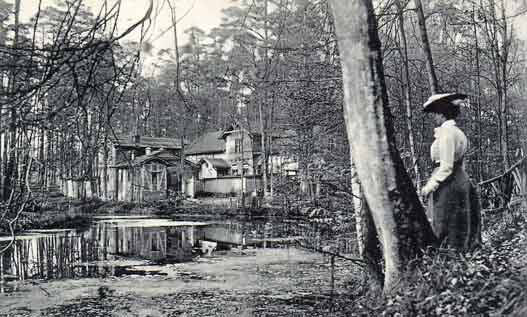
Restaurant Wasserfall

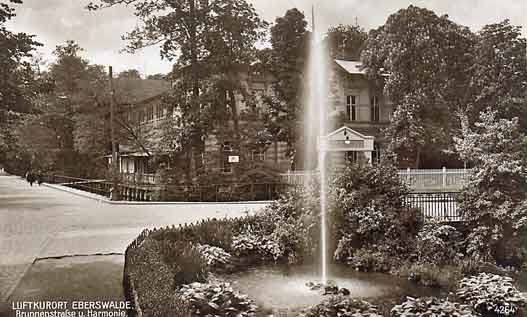
Harmonie

| 1950 | wurde das Haus als „Volkshaus“ wiedereröffnet. Der Springbrunnen sprudelte noch bis Ende der 60er Jahre. Hinter dem Volkshaus, mit separatem Eingang über die kleine Brücke von der Brunnenstraße kam man zum Biergarten. In der Mitte befand sich eine Holzbühne, Tische und Stühle bestanden aus einem zusammenklappbaren Metallgestell mit Holz-Lattenrost. Die Gäste durften ihre Thermoskanne mit Malzkaffee (Bohnenkaffee war noch eine Rarität) und ihren Kuchen oder Stullen mitbringen, da Gaststättenpreise für die meisten noch unerschwinglich waren. |
| 1957 | wurde das Volkshaus umbenannt in Klubhaus der Jugend. Es unterstand der FDJ-Kreisleitung. Der Biergarten wurde geschlossen. |
| 1964 | erfolgte eine weitere Umbenennung in „Kreiskulturhaus“. |
| 1984 | wurde das Haus wieder umbenannt in „Kulturhaus Schwärzetal“ |
| 1987 | wurde das Haus „aus technischen Gründen“ geschlossen. Der marode Zustand ließ sich nicht weiter verheimlichen. Die eindringende Feuchtigkeit drückte das Parkett nach oben, das Dach war undicht und die gesamte Inneneinrichtung einschließlich Küchen- und Sanitärtrakt sowie die Bühnentechnik mussten erneuert und modernisiert werden. |
| 1995 | wurde das Haus nach 8-jähriger Schließung wieder eröffnet und erhielt den Namen „Haus Schwärzetal“. In diesen acht Jahren der Schließung fanden als einzige Veranstaltungen im Februar die Faschinge statt, zeitweise mitten in den Bauarbeiten. Dank der vom Forstfasching verwendeten Kulissen war dies möglich. |
| 2003 | kam es am 5. September zu einem großen Wasserschaden durch einen technischen Defekt der Sprinkleranlage. |